# 伊韦勒河
伊韦勒河（法語：Yvel，法語發音：[ivɛl]）是法国布列塔尼大区阿摩尔滨海省与莫尔比昂省的河流，是尼尼扬河的左支流，长58.3千米。